# Ranunkelblomfluga
Ranunkelblomfluga (Cheilosia ranunculi) är en tvåvingeart som beskrevs av Doczkal 2000. Ranunkelblomfluga ingår i släktet örtblomflugor, och familjen blomflugor.
Artens utbredningsområde är Bulgarien. Arten har ej påträffats i Sverige. Inga underarter finns listade i Catalogue of Life.